# يوهانس هينتز
يوهانس هينتز (بالألمانية: Johannes Hintze)‏ (مواليد 5 يوليو 1999) هو سبّاح ألماني، مثّل بلاده في الألعاب الأولمبية الصيفية 2016.

## روابط خارجية
يوهانس هينتز على موقع الاتحاد الدولي للسباحة (الإنجليزية)
- يوهانس هينتز على موقع اللجنة الأولمبية الدولية (الإنجليزية)
- يوهانس هينتز على موقع أوليمبيديا (الإنجليزية)
- يوهانس هينتز على موقع اللجنة الأولمبية الألمانية (الألمانية)